# Valentina Shevchenko
Valentina Anatolievna Shevchenko (Biskek, Kirguistán 7 de marzo de 1988) es una artista marcial mixta kirguisa, nacionalizada peruana, que actualmente compite en la categoría de peso mosca de Ultimate Fighting Championship en dónde es campeona de Peso Mosca de la UFC. Actualmente está en la posición número #1 en el ranking oficial de las mejores peleadoras femeninas libra-por-libra de UFC.  
Participó en el Gran Prix femenino en China y la World Kickboxing League donde fue ganadora. Valentina Shevchenko firmó un contrato con la Legacy FC para pelear en muay thai y kickboxing. Valentina es cinco veces campeona mundial de muay thai, dos veces campeona mundial de kickboxing, campeona mundial de vale todo y Campeona de Peso Mosca de UFC. Además, Shevchenko también tuvo un título como directora de cine y se entrenó en la especialidad de taekwondo por petición de su madre. En diciembre de 2015 forma parte de la categoría gallo de la UFC cuyo debut fue el UFC on Fox 17.

## Primeros años
Shevchenko nació en Biskek, capital de la República Socialista Soviética de Kirguistán, el 7 de marzo de 1988, en una familia de militares ruso-ucranianos, pero se describió a sí misma como rusa en una entrevista de ese país y su lengua materna es el ruso. Su familia tenía ciudadanía soviética y más tarde kirguisa. Su madre Elena Shevchenko es la presidenta de la asociación nacional de Muay Thai de Kirguistán y ex campeona de Muay Thai en múltiples ocasiones.  Su padre, Anatoly Shevchenko, sirvió en la Flota del Pacífico de la Armada Soviética durante tres años durante la Guerra Fría y jugó para el equipo nacional de fútbol de Kirguistán.
Después de interesarse por los deportes de combate a una edad temprana, Valentina comenzó a practicar Taekwondo a los 5 años, bajo la influencia de su hermana mayor Antonina y su madre que es tercer dan en Taekwondo, quienes practicaban este deporte. A los 12 años se diversificó en Muay Thai kickboxing y luego en estilo libre Vale Tudo . Su carrera en  kickboxing comenzó en 2000 cuando, también a los 12 años, noqueó a un oponente de 22 años, lo que le valió el apodo de "Bullet" ("La Bala") de su entrenador Pavel Fedotov, debido a su velocidad en el ring. Viajó a Perú con Fedotov y Antonina en 2007, donde se convirtieron en profesores de artes marciales, y Fedotov finalmente trasladó a su equipo allí de forma permanente. Obtuvo la ciudadanía peruana en 2008 ya que se mudó a Lima y entrenó allí MMA. Habla con fluidez ruso, inglés y español. 

## Carrera como artista marcial mixta

### Ultimate Fighting Championship
Valentina Shevchenko hizo su debut en UFC on Fox 17. Fungió como reemplazo de Germaine de Randamie, quien estaba programada para pelear con Kaufman.  Shevchenko ganó la pelea por decisión dividida (28-29, 29-28 y 29-28). 
Shevchenko se enfrentó a Amanda Nunes en UFC 196 el 5 de marzo de 2016. Aunque tuvo una actuación impresionante y sólida en el tercer asalto, su lento comienzo en los dos primeros episodios hizo que Nunes dominara el combate. Shevchenko perdió la pelea por decisión unánime (29-28, 29-27 y 29-27).
Para su tercer pelea, Shevchenko se enfrentó a la ex campeona de peso gallo de UFC Holly Holm durante el evento de UFC on Fox: Holm vs. Shevchenko el 23 de julio de 2016. Después de perder el primer asalto, pudo recuperarse, y ganó la pelea por decisión unánime. (49–46, 49–46 y 49–46).
Shevchenko enfrentó a Julianna Peña en una posible pelea eliminatoria por el título, en el evento principal de UFC on Fox: Shevchenko vs. Peña el 28 de enero de 2017. Ganó la pelea en la segundo ronda. La victoria también le valió a Shevchenko su primer bono de Actuación de la noche.
Valentina Shevchenko se enfrentó a Amanda Nunes en una revancha revancha para UFC 215 el 9 de septiembre de 2017 en Edmonton, Alberta. Shevchenko perdió la pelea por decisión dividida. En la conferencia de prensa posterior a la pelea, expresó su desacuerdo con la decisión de los jueces, pero también dijo que respetaba el resultado.
Shevchenko se enfrentó a la recién llegada Priscila Cachoeira el 3 de febrero de 2018 en UFC Fight Night 125. Ganó la pelea de una manera extremadamente dominante a través de un mata león en la segunda ronda. Esta victoria le valió el bono Actuación de la Noche.
Shevchenko estaba programada para enfrentar a la campeona Nicco Montaño el 8 de septiembre de 2018 en UFC 228. Sin embargo, antes del pesaje del evento, Montano fue trasladada a un hospital debido a los efectos del corte de peso. La pelea fue cancelada y Montano fue despojado del título de peso mosca femenino.  Funcionarios de UFC anunciaron que Shevchenko pelearía por el título vacante de peso mosca de 125 libras más adelante en 2018.
Shevchenko enfrentó a Joanna Jędrzejczyk en UFC 231 el 8 de diciembre de 2018. Shevchenko derrotó a Jędrzejczyk por decisión unánime convirtiéndose en la nueva campeona de peso mosca femenino de UFC.
En la primera defensa de su título de peso mosca de UFC, Shevchenko se enfrentó a Jessica Eye en el evento coestelar en UFC 238 el 8 de junio de 2019. Defendió con éxito su título, ganando por nocaut con una patada a la cabeza en el segundo asalto. Esta victoria le valió el bono de Actuación de la Noche.
Shevchenko se enfrentó a Liz Carmouche en una revancha el 10 de agosto de 2019 en UFC Fight Night 156. Shevchenko ganó por decisión unánime. La pareja ya había peleado en 2010 en un evento promocional.
Shevchenko defendió su título de peso mosca por tercera vez contra Katlyn Chookagian el 8 de febrero de 2020 en UFC 247. Shevchenko ganó la pelea por nocaut técnico en el tercer asalto.
Shevchenko se enfrentó a Jennifer Maia en su cuarta defensa del título el 21 de noviembre de 2020 en UFC 255. Ganó la pelea por decisión unánime.
Shevchenko se enfrentó a Jéssica Andrade en su cuarta defensa del título el 24 de abril de 2021 en UFC 261. Después de dominar a Andrade durante la mayor parte del combate, Shevchenko ganó por nocaut técnico en la segundo ronda.
Shevchenko se enfrentó a Lauren Murphy el 25 de septiembre de 2021 en UFC 266. Ganó la pelea por nocaut técnico en el cuarto asalto.
Shevchenko se enfrentó a Taila Santos el 12 de junio de 2022 en UFC 275. Ganó la pelea reñida por decisión dividida (49-46, 48-47 y 47-48).
Shevchenko se enfrentó a Alexa Grasso el 4 de marzo de 2023 en UFC 285. En una sorpresa inesperada, perdió la pelea y el título por un face crank en el cuarto asalto. La derrota marcó su primera derrota en su carrera en el peso mosca, su primera derrota sin decisión en UFC y la primera vez que fue sometida en toda su carrera de MMA.
Shevchenko se enfrentó a Alexa Grasso en una revancha por el Campeonato de peso mosca femenino de UFC el 16 de septiembre de 2023 en UFC Fight Night 227. El combate terminó en empate dividido. El resultado no estuvo exento de críticas, ya que uno de los tres jueces anotó 10-8 para Grasso en el último asalto, pero Valentina argumentó su dominio en el asalto en relación con el nuevo sistema de puntuación en UFC e incluso reclamó supuesto favoritismo de la organización hacia Grasso por el hecho de ser mexicana. Si el juez hubiera puntuado el quinto y último asalto a favor de Valentina, ella habría recuperado el título.
Shevchenko se enfrentó a Alexa Grasso por tercera vez el 14 de septiembre de 2024 en UFC 306. Con casi 15 minutos de tiempo de control, la tercera fue la vencida para la kirguisa, al ganar por decisión unánime y convirtiéndose en la única dos veces campeona de peso mosca en el proceso.
En su primera defensa titular, Shevchenko se enfrentó a Manon Fiorot el 10 de mayo de 2025 en la coestelar UFC 315. Ganó la pelea por decisión unánime.

## Carrera como boxeadora
Shevchenko hizo su debut en el boxeo profesional el 8 de mayo de 2010, en el Coliseo Marotta en Callao , Perú , contra una boxeadora brasileña más experimentada, Halanna dos Santos. Ella ganó la pelea por decisión unánime. Shevchenko peleó desde una postura tradicional de kickboxing y utilizó técnicas de Muay Thai y tácticas de agarre varias veces durante el partido, pero no fue penalizada por el árbitro a pesar de las numerosas quejas de su oponente.
Al año siguiente, se anunció que Shevchenko pelearía contra la campeona de boxeo Melissa Hernández por su cinturón de peso ligero WIBA . Este anuncio fue recibido con muchas críticas por parte de expertos del boxeo y otros boxeadores, ya que Shevchenko era una luchadora no clasificada con solo un combate de boxeo profesional en su historial en el momento del anuncio. Después de supuestamente ser amenazada con ser despojada de su título por negarse a defenderlo contra Shevchenko, Hernández dejó vacante el cinturón en noviembre, comentando que la lucha de Shevchenko por un título mundial es como "una bofetada en la cara" y que "es hora de que alguien se levante". para el boxeo femenino". La luchadora de peso ligero y varias veces campeona de boxeo Ann Saccurato intervino para luchar contra Shevchenko por el título vacante de la WIBA, pero el evento finalmente fue cancelado..
El 17 de diciembre de 2011, Shevchenko se enfrentó a Nerys Rincón en Pueblo Libra Reserclub de Lima , Perú . Ganó por nocaut técnico en el cuarto asalto después de enviar a su oponente a la lona varias veces en el tercer asalto. Al igual que en su debut profesional, luchó en gran medida en una postura de kickboxing y con frecuencia utilizó el agarre de Muay Thai, contra lo cual Rincón protestó sin éxito en muchas ocasiones durante el partido. 
Se anunció que Shevchenko se enfrentaría a una boxeadora condecorada Mary McGee por el título vacante del campeonato de peso ligero de la WIBA el 14 de enero de 2012, en Lima, Perú. Sin embargo, Shevchenko se retiró del partido por una razón no revelada ese mismo mes y fue reemplazado por Duda Yankovich . 

## Carrera como kickboxer y peleadora de Muay Thai
De 2003 a 2015, Shevchenko ganó colectivamente más de 90 partidos amateur/profesionales en K-1, Muay Thai y kickboxing (ocho fueron ganados por nocaut técnico, dos por nocaut). Recibió su primera derrota en kickboxing cuando peleó contra Debby Urkens (WFCA) en 2008 y la segunda contra Cong Wang en 2015.  Shevchenko ganó 8 medallas de oro (2003, 2006, 2007, 2008, 2009, 2010, 2012, 2014) cuando compitió en el campeonato mundial IFMA, así como en la Copa Mundial Real IMFA en 2015. Durante estas competiciones, Shevchenko derrotó a la futura campeona femenina de peso paja de UFC Joanna Jędrzejczyk tres veces y a la futura luchadora de UFC Lina Länsberg una vez. Shevchenko es considerada una de las mejores luchadoras de Muay Thai del mundo.

## Vida personal
Nació el 7 de marzo de 1988 en Biskek, Kirguistán, vivió parte de su niñez y juventud en Perú. En su estadía participó el programa concurso Combate.
Shevchenko obtuvo una licenciatura en Dirección Cinematográfica de la Academia Nacional de Artes de la República Kirguisa. En diciembre de 2021, la universidad le otorgó el título de Profesora de Honor.
En abril de 2019, el presidente kirguís, Sooronbay Jeenbekov, le otorgó la Orden Dank.  Fue premiada durante su primera visita a Kirguistán en siete años, durante la cual Jeenbekov elogió el papel de Shevchenko en su profesión, diciendo que ella "defendió el honor de nuestro Kirguistán".  Valentina y Antonina hicieron historia en UFC al convertirse en el primer par de hermanas en aparecer en la misma cartelera en UFC 255.

## Campeonatos y logros

### Artes marciales mixtas
- Ultimate Fighting Championship
  - Campeona de Peso Mosca de UFC (dos veces, actual)
    - Ocho defensas exitosas del título
    - Más títulos ganados en la historia de la división de peso mosca femenino de UFC (8)
    - Más defensas consecutivas del título en la historia de la división de peso mosca femenino de UFC (7) [58]
    - Segunda mayor cantidad de defensas de título combinadas por parte de una mujer en la historia de UFC (7) [59]
    - Primera mujer en defender el campeonato de peso mosca femenino de UFC

  - Actuación de la Noche (tres veces) vs. Julianna Peña, Priscila Cachoeira, y Jessica Eye
  - Empatada (Katlyn Cerminara) con más victorias en la historia de la división de peso mosca femenino de UFC (9) [58]
  - Más victorias consecutivas en la historia de la división de peso mosca femenino de UFC (9) [60]
  - Más victorias por nocaut en la historia de la división de peso mosca femenino de UFC (4) [61]
  - Segunda mayor cantidad de resultados en la historia de la división de peso mosca femenino de UFC (5) [58]  (detrás de Gillian Robertson)
  - Tiempo de pelea promedio más largo en la historia de la división de peso mosca femenino de UFC (17:59 minutos) [60]
  - La mayoría de los derribos se produjeron en la historia de la división de peso mosca femenino de UFC (39) [60]
  - Mayor tiempo de control en la historia de la división de peso mosca femenino de UFC (1:09:29) [60]
  - Mayor tiempo en la primera posición en la historia de la división de peso mosca femenino de UFC (59:19) [60]
  - Segunda precisión de golpe significativa más alta en la historia de la división de peso mosca femenino de UFC (55,2%) [60]
  - Menos golpes absorbidos por minuto en la historia de la división de peso mosca femenino de UFC (1,88) [60]
  - Quinto strike más significativo en la historia de la división de peso mosca femenino de UFC (710) [60]
    - La mayor cantidad de strikes totales aterrizaron en la historia de la división de peso mosca femenino de UFC (1597) [60]

  - Segundo porcentaje de precisión de derribo más alto en la historia de la división de peso mosca femenino de UFC (68,4%) [60]
  - Mayor tiempo total de pelea en la historia de la división de peso mosca femenino de UFC (3:17:47) [60]
  - Tiene victorias sobre cuatro ex campeonas de UFC: Holly Holm , Julianna Peña, Joanna Jędrzejczyk y Jéssica Andrade.
- MMAJunkie.com
  - Nocaut del mes de junio de 2019 vs. Jessica Eye [62]
- World MMA Awards
  - Mejor luchadora por The World MMA Awards 2022[63]

### Kickboxing
- 2015 - Campeón de la Copa IFMA Royal Mundial
- 2014 - La leyenda de Mulan K1 Champion, 60kg (1 defensa)
- 2014 - IFMA Muay Campeonato Mundial de Tailandia, 60kg (Oro)
- 2013 - Combate Mundial de Juegos de Campeonato tailandés de Muay, 60kg (Oro)
- 2013 - WKC Mundial K1 Campeón, 60kg (1 defensa)
- 2012 - Campeón Sudamericano de Muay Thai, 60kg
- 2012 - IFMA Muay Campeonato Mundial de Tailandia, 60kg (Oro)
- 2012 - Campeón tailandesa WMC Mundial Pro Muay, 63kg
- 2011 - WMC-IFMA Suramericanos Muay Campeonato tailandeses, 63.5 kg (Oro)
- 2010 - Combate Mundial de Juegos de Muay Thai Campeonato, 60kg (Oro)
- 2010 - IFMA Muay Campeonato Mundial de Tailandia, 63.5kg (oro)
- 2009 - IFMA Muay Thai Campeonatos del Mundo, 60kg (Oro)
- 2008 - IFMA Muay Campeonato Mundial de Tailandia, 57kg (Oro)
- 2007 - IFMA Muay Campeonato tailandeses Mundo, 57kg (oro)
- 2006 - IFMA Muay Campeonato tailandeses Mundo, 57kg (oro)
- 2006 - Campeón de Muay Thai Mundial WMF, 57kg
- 2005 - Campeón del Mundo de KF-1 MMA Pro, 57kg
- 2004 - WAKO Campeón del Mundo de Kickboxing, 56кg
- 2003 - IFMA Campeonatos del Mundo de Muay Thai, 57kg (Oro)
- 2003 - Campeón del Mundo KF-1 MMA Pro, 55kg

### Muay thai
IFMA Campeonatos del Mundo:
- Oro (2003, 2006, 2007, 2008, 2009, 2009, 2010, 2012)[64][65]
- Campeón de WMC (una vez) (2012)[66]

## Récord en artes marciales mixtas
| Récord profesional | Récord profesional | Récord profesional |
| 30 peleas          | 25 victorias       | 4 derrotas         |
| ------------------ | ------------------ | ------------------ |
| Nocaut             | 8                  | 1                  |
| Sumisión           | 7                  | 1                  |
| Decisión           | 10                 | 2                  |
| Empate             | 1                  | 1                  |

| Resultado | Récord | Oponente             | Método                      | Evento                                      | Fecha                    | Ronda | Tiempo | Localización          | Notas                                                                                         |
| --------- | ------ | -------------------- | --------------------------- | ------------------------------------------- | ------------------------ | ----- | ------ | --------------------- | --------------------------------------------------------------------------------------------- |
| Victoria  | 25–4–1 | Manon Fiorot         | Decisión (unánime)          | UFC 315                                     | 10 de mayo de 2025       | 5     | 5:00   | Montreal              | Defendió el Campeonato de Peso Mosca de Mujeres de UFC.                                       |
| Victoria  | 24–4–1 | Alexa Grasso         | Decisión (unánime)          | UFC 306                                     | 14 de septiembre de 2024 | 5     | 5:00   | Las Vegas, Nevada     | Ganó el Campeonato de Peso Mosca de Mujeres de UFC.                                           |
| Empate    | 23–4–1 | Alexa Grasso         | Empate (dividido)           | UFC Fight Night: Grasso vs. Shevchenko 2    | 16 de septiembre de 2023 | 5     | 5:00   | Las Vegas, Nevada     |                                                                                               |
| Derrota   | 23–4   | Alexa Grasso         | Sumisión (rear-naked choke) | UFC 285                                     | 4 de marzo de 2023       | 3     | 4:34   | Las Vegas, Nevada     | Perdió el Campeonato de Peso Mosca de Mujeres de UFC.                                         |
| Victoria  | 23–3   | Taila Santos         | Decisión (dividida)         | UFC 275                                     | 11 de junio de 2022      | 5     | 5:00   | Kallang, Singapur     | Defendió el Campeonato de Peso Mosca de Mujeres de UFC.                                       |
| Victoria  | 22–3   | Lauren Murphy        | TKO (puñetazos y codazos)   | UFC 266                                     | 25 de septiembre de 2021 | 4     | 4:00   | Las Vegas, Nevada     | Defendió el Campeonato de Peso Mosca de Mujeres de UFC.                                       |
| Victoria  | 21–3   | Jéssica Andrade      | TKO (puñetazos y codazos)   | UFC 261                                     | 24 de abril de 2021      | 2     | 3:19   | Jacksonville, Florida | Defendió el Campeonato de Peso Mosca de Mujeres de UFC.                                       |
| Victoria  | 20–3   | Jennifer Maia        | Decisión (unánime)          | UFC 255                                     | 21 de noviembre de 2020  | 5     | 5:00   | Las Vegas, Nevada     | Defendió el Campeonato de Peso Mosca de Mujeres de UFC.                                       |
| Victoria  | 19–3   | Katlyn Chookagian    | TKO (golpes y codazos)      | UFC 247                                     | 8 de febrero de 2020     | 3     | 1:03   | Houston, Texas        | Defendió el Campeonato de Peso Mosca de Mujeres de UFC.                                       |
| Victoria  | 18–3   | Liz Carmouche        | Decisión (unánime)          | UFC Fight Night: Shevchenko vs. Carmouche 2 | 10 de agosto de 2019     | 5     | 5:00   | Montevideo            | Defendió el Campeonato de Peso Mosca de Mujeres de UFC.                                       |
| Victoria  | 17–3   | Jessica Eye          | KO (patada a la cabeza)     | UFC 238                                     | 8 de junio de 2019       | 2     | 0:26   | Chicago, Illinois     | Defendió el Campeonato de Peso Mosca de Mujeres de UFC; Actuación de la Noche.                |
| Victoria  | 16–3   | Joanna Jedrzejczyk   | Decisión (unánime)          | UFC 231                                     | 8 de diciembre de 2018   | 5     | 5:00   | Toronto, Ontario      | Ganó el vacante Campeonato de Peso Mosca de Mujeres de UFC.                                   |
| Victoria  | 15–3   | Priscila Cachoeira   | Sumisión (rear-naked choke) | UFC Fight Night: Machida vs. Anders         | 3 de febrero de 2018     | 2     | 4:25   | Belém, Brasil         | Debut en el peso mosca.                                                                       |
| Derrota   | 14–3   | Amanda Nunes         | Decisión (dividida)         | UFC 215                                     | 9 de septiembre de 2017  | 5     | 5:00   | Edmond, Alberta       | Por el Campeonato de Peso Gallo de Mujeres de UFC.                                            |
| Victoria  | 14–2   | Julianna Peña        | Sumisión (armbar)           | UFC on Fox: Shevchenko vs. Peña             | 28 de enero de 2017      | 2     | 4:29   | Denver, Colorado      |                                                                                               |
| Victoria  | 13–2   | Holly Holm           | Decisión (unánime)          | UFC on Fox: Holm vs. Shevchenko             | 23 de julio de 2016      | 5     | 5:00   | Chicago, Illinois     |                                                                                               |
| Derrota   | 12–2   | Amanda Nunes         | Decisión (unánime)          | UFC 196                                     | 5 de marzo de 2016       | 3     | 5:00   | Las Vegas, Nevada     |                                                                                               |
| Victoria  | 12–1   | Sarah Kaufman        | Decisión (dividida)         | UFC on Fox: dos Anjos vs. Cerrone 2         | 19 de diciembre de 2015  | 3     | 5:00   | Orlando, Florida      | Debut en la UFC.                                                                              |
| Victoria  | 11–1   | Jan Finney           | Decisión (unánime)          | Legacy Fighting Championship 39             | 27 de febrero de 2015    | 3     | 5:00   | Houston, Texas        |                                                                                               |
| Victoria  | 10–1   | Hellen Bastos        | TKO (parada médica)         | Fusion Fighting Championship 6              | 26 de febrero de 2014    | 2     | 3:00   | Lima                  |                                                                                               |
| Victoria  | 9–1    | Priscila Orellana    | TKO (golpes)                | Fusion Fighting Championship 5              | 18 de diciembre de 2013  | 1     | 0:50   | Lima                  |                                                                                               |
| Victoria  | 8–1    | Akjarkyn Baiturbaeva | Decisión (unánime)          | KF-1: MMA World Competition                 | 30 de abril de 2011      | 3     | 5:00   | Seúl, Corea del Sur   |                                                                                               |
| Derrota   | 7–1    | Liz Carmouche        | TKO (retiro)                | C3 Fights: Red River Rivalry                | 30 de septiembre de 2010 | 2     | 3:00   | Oklahoma              | Liz lanzó una patada ilegal que causó un corte en Valentina que le impidió continuar la pelea |
| Victoria  | 7–0    | Yulia Nemtsova       | Sumisión (ezekiel choke)    | Professional Free Fight                     | 3 de marzo de 2006       | 5     | 1:11   | Krasnodar             |                                                                                               |
| Victoria  | 6–0    | Kyung Aeh Kim        | Sumisión (armbar)           | WXF: X-Impact World Championships 2005      | 9 de julio de 2005       | 1     | 1:09   | Corea del Sur         |                                                                                               |
| Victoria  | 5–0    | Roza Kalieva         | Sumisión (rear-naked choke) | Kazakhstan Federation of Pankration 2       | 22 de marzo de 2005      | 1     | 1:09   | Kazajistán            |                                                                                               |
| Victoria  | 4–0    | Alla Iskarenova      | Sumisión (rear-naked choke) | Kazakhstan Federation of Pankration         | 21 de marzo de 2005      | 1     | 1:12   | Kazajistán            |                                                                                               |
| Victoria  | 3–0    | Erkesh Kokoeva       | TKO (golpes)                | Kyrgyz Federation of Kulatuu 2              | 15 de octubre de 2004    | 1     | N/A    | Kirguistán            |                                                                                               |
| Victoria  | 2–0    | Mi Choi Kim          | Sumisión (rear-naked choke) | WXF: X-Impact World Championships 2003      | 9 de diciembre de 2003   | 1     | 1:55   | Seúl, Corea del Sur   |                                                                                               |
| Victoria  | 1–0    | Eliza Aidaralieva    | TKO (golpes)                | Kyrgyz Federation of Kulatuu                | 21 de abril de 2003      | 2     | N/A    | Kirguistán            |                                                                                               |

## Record en boxeo profesional
| Récord profesional | Récord profesional | Récord profesional |
| 2 peleas           | 2 victorias        | 0 derrota          |
| ------------------ | ------------------ | ------------------ |

| Resultado | Récord | Oponente           | Método | Asalto - Tiempo | Fecha                   | Localización                                   | Notas |
| Victoria  | 2-0    | Nerys Rincón       | IDT    | 4 (10)          | 17 de diciembre de 2011 | Coliseo ReserClub de Pueblo Libre, Lima , Perú |       |
| Victoria  | 1-0    | Halanna Dos Santos | UD     | 10              | 8 de mayo de 2010       | Coliseo Marotta, Callao ,Peru                  |       |

## Peleas en Pay-per-view
| N.º | Evento  | Pelea                | Fecha                   | Sede         | Ciudad                    | Compras de PPV |
| --- | ------- | -------------------- | ----------------------- | ------------ | ------------------------- | -------------- |
| 1.  | UFC 215 | Nunes vs. Shevchenko | 9 de septiembre de 2017 | Rogers Place | Edmonton, Alberta, Canada | 100,000        |